# Vicomté de Bezaume
La Vicomté de Bezaume est une seigneurie qui s'étendait entre les Xe et XIIIe siècle de Sainte-Foy-la-Grande vers Marmande et traversait la Garonne. Elle est composée de toutes les paroisses comprises dans l'archidiaconé de Bezaume et de quelques possessions situées sur la rive gauche du fleuve.

## Archidiaconé de Bezaume et archiprêtré de Benauges
Avant 1317, le diocèse d'Agen s'étend sur les deux rives de la Garonne, et comprend cinq archidiaconés. Sur la rive droite se trouvent l'archidiaconé majeur (Archidiaconatus major) l'archidiaconé de Montaud (Archidiaconatus Montaldemis) et celui de Bezaume (Archidiaconatus Vesalmensis). De l'autre côté du fleuve, se trouvent les archidiaconés de Bruilhois (Archidiaconatus Brulhiensis) et de Cayran (Archidiaconatus Cayrannensis). Ces divisions ecclésiastiques existent déjà au XIe siècle, et persistent en 1317, époque où le diocèse d'Agen est démembré des archidiaconés situés sur la rive gauche de la Garonne, qui forment dès lors le nouveau diocèse de Condom. Celui d'Agen est réduit à l'archidiaconé majeur et aux archidiaconés de Montaud et de Bezaume. 
L'archiprêtré de Benauges est situé dans le diocèse de Bordeaux. Ce diocèse comprend les archiprêtrés de Lesparre, Moulis, Cernés, Buch et Born, Benauges, Entre-Deux-Mers, Entre-Dordogne, Fronsac, Bourg, et Blaye. 
Entre l'archidiaconé de Bezaume et l'archiprêtré de Benauges, se trouve la partie du diocèse de Bazas située sur la rive droite de la Garonne. Ce diocèse comprend les archiprêtrés de Bernos, Cuilheron, Sadirac, Jugazan, Monségur et Rimons. Ceux de Juillac, Monségur et Rimons sont ceux de la rive droite.  

## Vicomtes de Bezaume

### Arnaud
L'origine de la vicomté de Bezaume remonte au moins aux dernières années de la période carolingienne. En novembre 982,
un certain Juvenis donne au prieuré Saint-Pierre de La Réole des vignes situées in Ludlino et des terres sises in Campania, dépendances de La Réole. Le titre de donation précise que celle-ci fut effectuée sous l'administration du comte Guillaume et sous la protection du vicomte Arnaud, premier vicomte de Bezaume connu. Le comte Guillaume mentionné est Guillaume-Sanche, duc de Gascogne, qualifié de comte dans le document comme dans d'autres textes de l'époque. En 982, le prieuré de la Réole se trouve donc sous la protection d'Arnaud, vicomte de Bezaume. 

### Amalvin
Dans un document de 1026, le vicomte Rodulfe, appelé aussi Artauld, fils d'Amalvin et de Rosenberge et frère du vicomte Guillaume, décédés, donne au prieuré Saint-Pierre de La Réole l'église de Saint-Hilaire de Moustier. La vicomté se poursuit en pays de Bezaume sous Rodulfe et sous son frère Guillaume auquel Rodulfe succède. Tous deux sont qualifiés de vicomtes dans l'acte de donation. Ce titre n'est pas donné à Amalvin dans le document précité mais il lui est attribué dans la Vie de saint Abbon rédigée par Aimoin de Fleury. Amalvin est également avoyer du monastère Saint-Pierre de la Réole. 

### Guillaume
Fils d'Amalvin et de Rosemberge, il est qualifié de vicomte dans le document de mai 1026. 

### Rodulfe
Parfois Artauld, fils d'Amalvin et de Rosemberge, il succède à son frère. Le titre de vicomte lui est également octroyé dans le document précité.

### Époux de Giraude
Seul le nom de son épouse, Giraude, est connu, en sa qualité de vicomtesse de Bezaume, bienfaitrice de l'abbaye de La Sauve-Majeure et sœur d'Agnès, vicomtesse de Bezaume. 

### Époux d'Ermengarde
Idem.

### Pierre-Roger
Vicomte de Gabardan, fils et héritier du vicomte de Gabardan Roger 1er, Il épouse, en 1050, Agnès, de la maison de Bezaumes, sœur et héritière des deux vicomtesses de Bezaume précitées. De leur mariage naît entre autres Pierre 1er.

### Pierre1er
Dit de Sorgues, vicomte de Gabardan et de Bezaume, il se distingue contre les Sarrazins en Espagne. Il épouse la vicomtesse Guiscarde, fille de Gaston IV, vicomte de Béarn, et de Talèse d'Aragon. Leurs enfants sont Pierre II, vicomte de Gabardan puis de Marsan et de Béarn, et Guillaume-Amanieu, chef de la branche des vicomtes de Bezaume et de Benauges.

## Vicomtes de Bezaume et de Benauges
Le premier vicomte de Benauges connu a pour nom Amanieu ou Emenon. Il possède les pays de Benauges et Saint-Macaire. Il a pour fille et héritière Vitapoy, mariée à Guillaume, dit Taillefer III, comte d'Angoulême. Guillaume-Taillefer reprend, avec l'aide de Guillaume IX d'Aquitaine, le château de Benauges et le bourg de Saint-Macaire dont les habitants se sont révoltés. De son mariage avec Vitapoy naît une fille qui, par son union avec Guillaume-Amanieu de Gabardan, réunit les vicomtés de Bezaume et de Benauges. 

### Guillaume-Amanieu
Hérite de la vicomté de Bezaume du chef de son aïeule Agnès. Il persécute les moines du prieuré de La Réole, rase la ville de Saint-Ayrard et oblige les habitants à se regrouper au château de Duras qu'il vient de construire. Il épouse une fille de Guillaume-Taillefer III, comte d'Angoulême, et de Vitapoy, dame de Benauges et de Saint-Macaire, réunissant, sous une branche de la maison de Gabardan, les vicomtés de Benauges et de Bezaume. Ils ont un enfant, Bernard 1er. 

### Bernard1er
Fils du précédent, vicomte de Gabardan, de Bezaume et de Benauges. Il est nommé dans une charte du 3 février 1190 par laquelle Richard Cœur-de-Lion confirme les concessions et donations faites par ses prédécesseurs à l'abbaye de La Sauve-Majeure. Il épouse une fille de la maison de Beauville ou Bouville. De leur union naît entre autres Pierre II.

### Pierre II
Chevalier, vicomte de Bezaume et de Gabardan, seigneur de Benauges. Il donne au prieuré de La Réole la terre de Laulan près de Saint-Pierre-d'Aurillac en 1195 et cède à l'abbaye de La Sauve-Majeure le domaine de Bonne le 18 septembre 1211. Il épouse vers 1210 Guillelme ou Guillemette dont la beauté est chantée par les troubadours sous le nom de vicomtesse de Benauges et qui acquiert en 1238 les paroisses de Cadillac, de Loupiac, et de Sainte-Croix-du-Mont. De leur mariage naît Bernard II.

### Bernard II
Vicomte de Bezaume, de Gabardan et de Benauges, fils du précédent. Il est nommé dans un jugement du 19 octobre 1240 par lequel Amanieu, archevêque d'Auch et Géraud, archevêque de Bordeaux, confirment l'exemption de paiement par les moines de la Sauve-Majeure d'une somme réclamée par Guillelme, veuve du vicomte de Bezaume, et par leur fils Bernard de Bouville. Guillemette et son fils confirment les donations faites par Pierre II à l'abbaye. Ils réclament en revanche, contre l'abbé de Sainte-Croix, la haute justice de Saint-Macaire en leur qualité de seigneurs du lieu. Henri III, retiré dans le Bordelais après la défaite de Taillebourg, se prononce en faveur de l'abbaye. Bernard se rallie aux seigneurs gascons révoltés contre le roi d'Angleterre qui assiège en personne le château de Benauges du 1er octobre au 10 novembre 1253, y établit une garnison et confisque la vicomté de Benauges. Cette confiscation a pour conséquence le début de la construction, par les abbés de Saint-Ferme et de Blasimon qui voulaient sauvegarder leurs intérêts, de la bastide de Sauveterre. Dès le début du siège du château de Benauges, Henri donne à Edouard tout ce qu'il enlève à Bernard de Bouville. À partir de 1266, il n'est plus jamais question de la vicomté de Bezaume. Celle de Benauges demeure encore treize ans, jusqu'au 2 janvier 1266, sous la domination de l'Angleterre. 